# Dhāri
Dhāri är en ort i Indien.   Den ligger i distriktet Amreli och delstaten Gujarat, i den västra delen av landet, 1 000 km sydväst om huvudstaden New Delhi. Dhāri ligger 213 meter över havet och antalet invånare är 29 346.
Terrängen runt Dhāri är platt. Runt Dhāri är det ganska tätbefolkat, med 134 invånare per kvadratkilometer. Närmaste större samhälle är Bagasra, 19,1 km norr om Dhāri. Trakten runt Dhāri består till största delen av jordbruksmark.